# Arthur Crispien
Arthur Crispien (ur. 4 listopada 1875 w Królewcu, Prusy Wschodnie, zm. 29 listopada 1946 w Bernie), niemiecki polityk socjaldemokratyczny.